# Consiglio di guerra di Corte
Il Consiglio di guerra di Corte austriaco (Hofkriegsrat), detto anche Consiglio aulico, fu la prima autorità militare autonoma istituita in Austria.

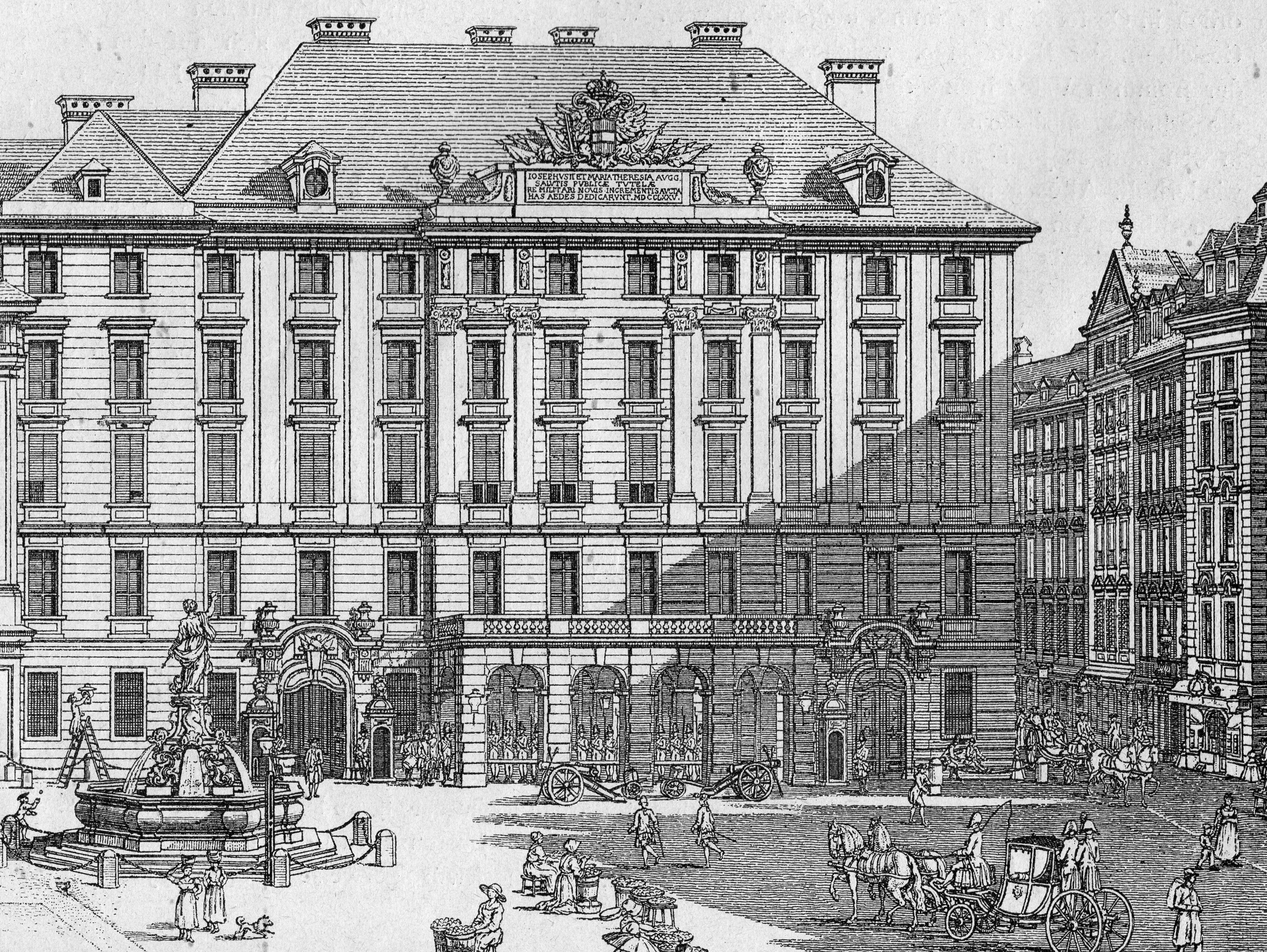
Hofkriegsrat in Vienna, 1775.

## L'autorità
Il Consiglio aulico fu istituito nel 1556 ed era formato da un certo numero di esperti nell'arte militare, specialmente nel comando delle armate. Sottoposti al Consiglio stavano l'intera conduzione della guerra sul campo ed il giudizio su tutte le decisioni di natura militare durante i periodi di pace. Esso era collegato direttamente con la Camera di Corte e con la Cancelleria di Corte e nel 1564 ricevette un proprio sigillo. Nel 1565 fu istituito in Graz un secondo consiglio, del tutto indipendente da quello di Vienna, che si occupava delle vicende militari interne e della difesa delle province confinanti con l'Impero ottomano. Questo consiglio fu sciolto da Maria Teresa d'Austria.
L'imperatore Mattia modificò nel 1615 con le cosiddette Nuove Istituzioni l'ambito di competenza del Consiglio. Ferdinando III istituì la carica di Presidente del Consiglio di guerra di Corte. Anche Leopoldo II e Maria Teresa ne modificarono l'organizzazione. L'imperatore Giuseppe II introdusse anche l'accentramento dell'amministrazione delle forze armate nei compiti del Consiglio.
Allorché l' arciduca Carlo assunse la presidenza del Consiglio Aulico, introdusse per la prima volta in Austria il titolo di Ministro della Guerra e divise il Consiglio in tre Dipartimenti: quello per gli affari militari in quanto tali, quello per la giustizia e quello per le questioni amministrative. Quello per l'amministrazione fu diretto da un presidente piuttosto indipendente.
Nel 1848 il Consiglio Aulico fu trasformato in Ministero della Guerra e poiché l'imperatore Francesco Giuseppe assunse personalmente il comando supremo delle forze armate, al Consiglio rimasero solo le questioni amministrative dell'esercito e della flotta. Fra il 1853 ed il 1860 il comando supremo delle forze armate tornò al Ministero della Guerra che venne chiamato Comando Supremo delle Forze Armate ed esercitò tutti i vecchi poteri del precedente Consiglio ma nel 1860 fu ribattezzato Ministero della Guerra.

## Sedi
La sede del Consiglio di guerra di Corte si trovava nella famosa piazza di Vienna, Am Hof al n. 17 (oggi reindirizzato con il n. 2).
Dopo la soppressione dell'Ordine dei gesuiti, la sua sede divenne quella del Consiglio. Il palazzo fu ristrutturato fra il 1774 ed il 1775, secondo i piani dell'architetto Franz Anton Hillebrandt. Fra il 1776 ed 1848 vi fu domiciliato il Consiglio, fra il 1848 ed il 1853 il Ministero della Guerra, dal 1853 al 1860 il Comando superiore delle forze armate, dal 1860 al 1867 nuovamente il Ministero della Guerra e dal 1867 al 1912 il Ministero Imperiale della Guerra.

Nel 1912 esso fu raso al suolo, nonostante le numerose proteste ed al suo posto fu eretto uno stabile oggi sede della Banca d'Austria.

## Presidenti del Consiglio di guerra di Corte
1. cavaliere Ehrenreich von Königsberg 1556–1560
2. barone Gebhard von Welzer 1560–1566
3. barone Georg Teufel di Guntersdorf 1566–1578
4. barone Wilhelm von Hofkirchen 1578–1584
5. barone David Ungnad di Weißenwolf 1584–1599
6. barone Melchior von Redern 1599–1600
7. conte Karl Ludwig Sulz 1600–1610
8. barone Hans von Mollard 1610–1619
9. cavaliere Johann Kaspar von Stadion 1619–1624
10. conte Rambaldo XIII di Collalto 1624–1630
11. Hans Christoph, barone di Löbel 1630–1632
12. Heinrich Graf Schlick 1649–1665
13. principe Wenzel Lobkowitz, duca di Sagan 1649–1665
14. principe Annibale Gonzaga 1665–1668
15. conte Raimondo Montecuccoli 1668–1681
16. margravio Hermann von Baden 1681–1691
17. conte Ernst Rüdiger von Starhemberg 1692–1701
18. conte Heinrich Mansfeld, principe di Fondi 1701–1703
19. principe Eugenio di Savoia 1703–1736
20. Dominik von Königsegg-Rothenfels 1736–1738
21. conte Johann Philipp Harrach 1738–1762
22. conte Leopold Joseph Daun 1762–1766
23. conte Franz Moritz von Lacy 1766–1774
24. conte Andreas Hadik von Futak 1774–1790
25. conte Michael Joseph Wallis 1791–1796
26. conte Friedrich Moritz di Nostitz-Rieneck 1796
27. conte Ferdinand Tige 1796–1801
28. arciduca Carlo d'Austria-Teschen 1801–1809
29. conte Heinrich Johann Bellegarde 1809–1813
30. principe Karl Philipp Schwarzenberg 1814–1820
31. conte Heinrich Johann Bellegarde 1820–1825
32. principe Federico Francesco Saverio di Hohenzollern-Hechingen 1825–1830
33. conte Ignaz Gyulay 1830–1831
34. conte Johann Maria Philipp Frimont von Palota 1831
35. conte Ignaz zu Hardegg 1831–1848
36. conte Karl Ludwig von Ficquelmont 1848